# 司馬庫斯

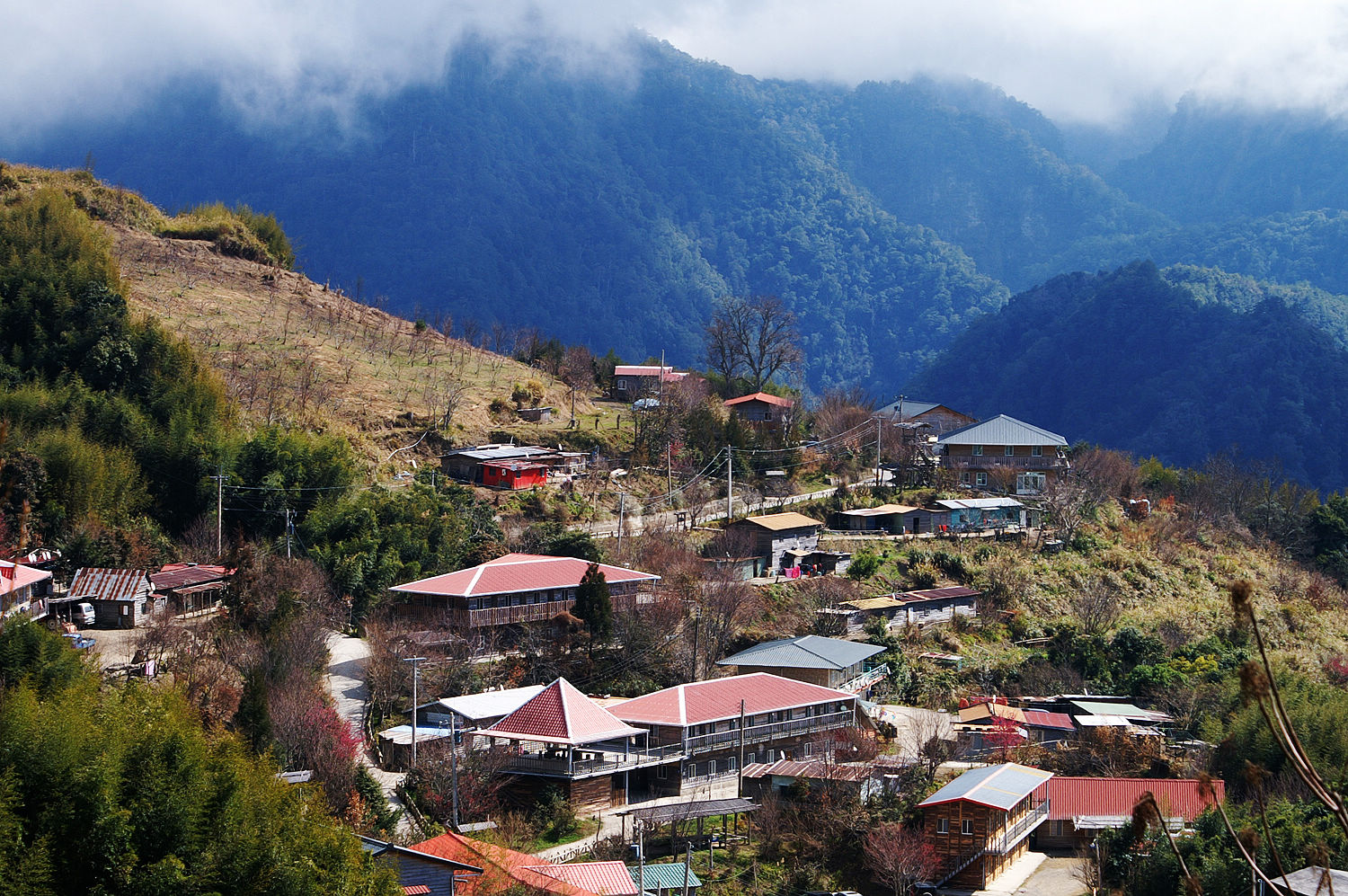
司馬庫斯部落

司馬庫斯（泰雅語：Smangus），是位於台灣新竹縣尖石鄉後山高海拔（海拔約1,500公尺）的一個泰雅族部落，編屬於尖石鄉玉峰村第14鄰。居民全為泰雅族原住民。由於位處深山交通不便，且長期沒有電力供應，曾被稱為黑暗部落，也是台灣最深山的原住民部落，後來因為發現神木群而發展觀光，現在成為一個重要的觀光地點。由於位置偏遠，距離山下最大也是最近的鄉鎮竹東鎮也要將近三個小時的車程。

## 早期歷史
泰雅先祖在遷移的過程中，對於地名多以該地的地形、植物、 感受加以描述後命名，這種描述性命名方式在當時交通不便，到處遷徙的情形下，有助於部落間彼此找尋、探訪親友的參考。如鎮西堡（Cinsbu）的意思就是「清晨，太陽第一個照到，終年日照充足，土壤肥美的地方」、「馬里闊丸」（馬里光，Malikoan）意思就是水源之地，「哈盆」（Habun）的意思就是「河谷平坦地」。
「司馬庫斯」在泰雅語中指的就是銳葉高山櫟（塔塔加櫟）。這種高山櫟普遍生長在現今司馬庫斯、新光、鎮西堡山區，落葉肥沃了土壤、櫟果提供了動物充足的食物來源，形成豐富的生態，也因此地水源豐沛、獵物種類多，吸引了馬里闊丸群部分的先祖到此定居，第一眼所見盡是Smangus樹，便以此命名。
「司馬庫斯」地名，延伸意即「櫟（橡）樹茂密，獵物豐厚、土壤肥沃之地」。
司馬庫斯族人早期與山谷對面的等地的另一泰雅支族Knazi之間經常發生戰爭，彼此出草（獵人頭）的情形十分常見，也因此村中設有瞭望台作為警告防禦之用。在日本殖民時期兩族也曾經發生一場大型衝突，這場衝突之後，在日本殖民政府政策要求下，司馬庫斯的居民遷往較山下的（rahao-sha，今新樂村拉號部落）以及鳥嘴部落等地。
此地屬竹東郡。 行政區方面，日治時期初期屬於桃園廳大嵙崁支廳（馬里光）蕃，稱為（sumangusu-sha），1914年4月1日大嵙崁支廳管轄之蕃地改隸新設ガオガン（合歡）支廳。1920年實施五州制後，屬新竹州竹東郡蕃地，但由於居民他遷，不再作為大字而出現。

## 戰後歷史
日本殖民時代結束後，許多族人再度遷回這個祖先居住的地方居住。
1948年司馬庫斯族人余國進參加附近抬耀部落（Tayax）的基督教聚會，從葉廷昌牧師手中將日文寫成的約翰福音手冊帶回司馬庫斯，是基督教進入當地的開始，此後在許多傳教士的努力下，大多當地居民成為基督徒，1999年並建立了新的教堂。
由於位處深山交通不便，當地直至1979年才有電力供應，而1991年司馬庫斯神木群的發現使得當地的觀光業有發展的契機，對外道路則要到1995年才完全修築完成，在此之前，當地居民必須徒步穿越溪谷五個小時（以當地原住民成人的腳程）到相隔一個山谷的新光部落來取得日常生活的物資以及上學。也由於較封閉的環境，當地保留了不少泰雅族的傳統生活風貌。

## 目前部落概況
司馬庫斯位於新竹山區雪山山脈主稜的山腰，面朝塔克金溪溪谷，海拔約1,500公尺。2013年7月為止居民共28戶，175.5人，全為泰雅族人，部落採以色列集體農場的共同經營模式，將符合傳統價值的經營方法成立九部三會（農業、工程、文化教育、經濟、研發、人事、環境資源、餐廳民宿部，三會是長老教會、社區發展協會和共同經營大會）進行組織化運作。

### 產業
居民早期主要以農業為主，農產品有小米、水蜜桃、蔬菜等。近年來觀光業開始發展，居民轉向以觀光業為主，並且有民宿、餐廳等漸次成立，但當地居民仍堅持以木及竹子為建材造新的建築物。

### 教育
2003 年以前，司馬庫斯部落尚無設立學校，孩童升上小學一年級後，必須在新光國小寄宿。每週五需步行 4 小時返家，週日再步行 4 小時返回學校。直至 2003 年，部落族人無償提供土地，並協助興建校舍，成立了新竹縣新光國小司馬庫斯實驗分班，學生得以在當地就學。現有教師 7 位、學生 19 位（2023年6月）。

### 部落景點
- 部落本身

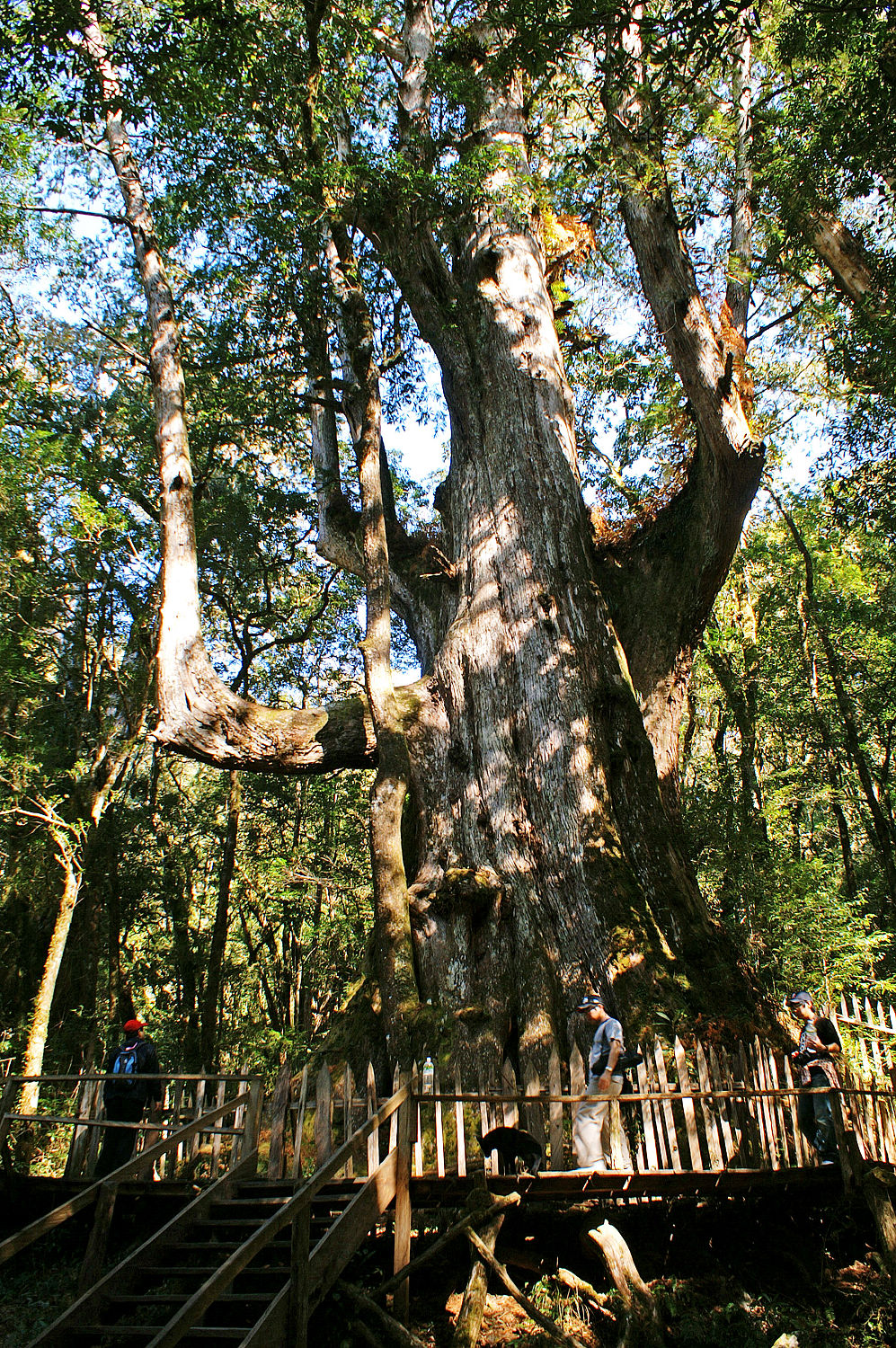
司馬庫斯神木

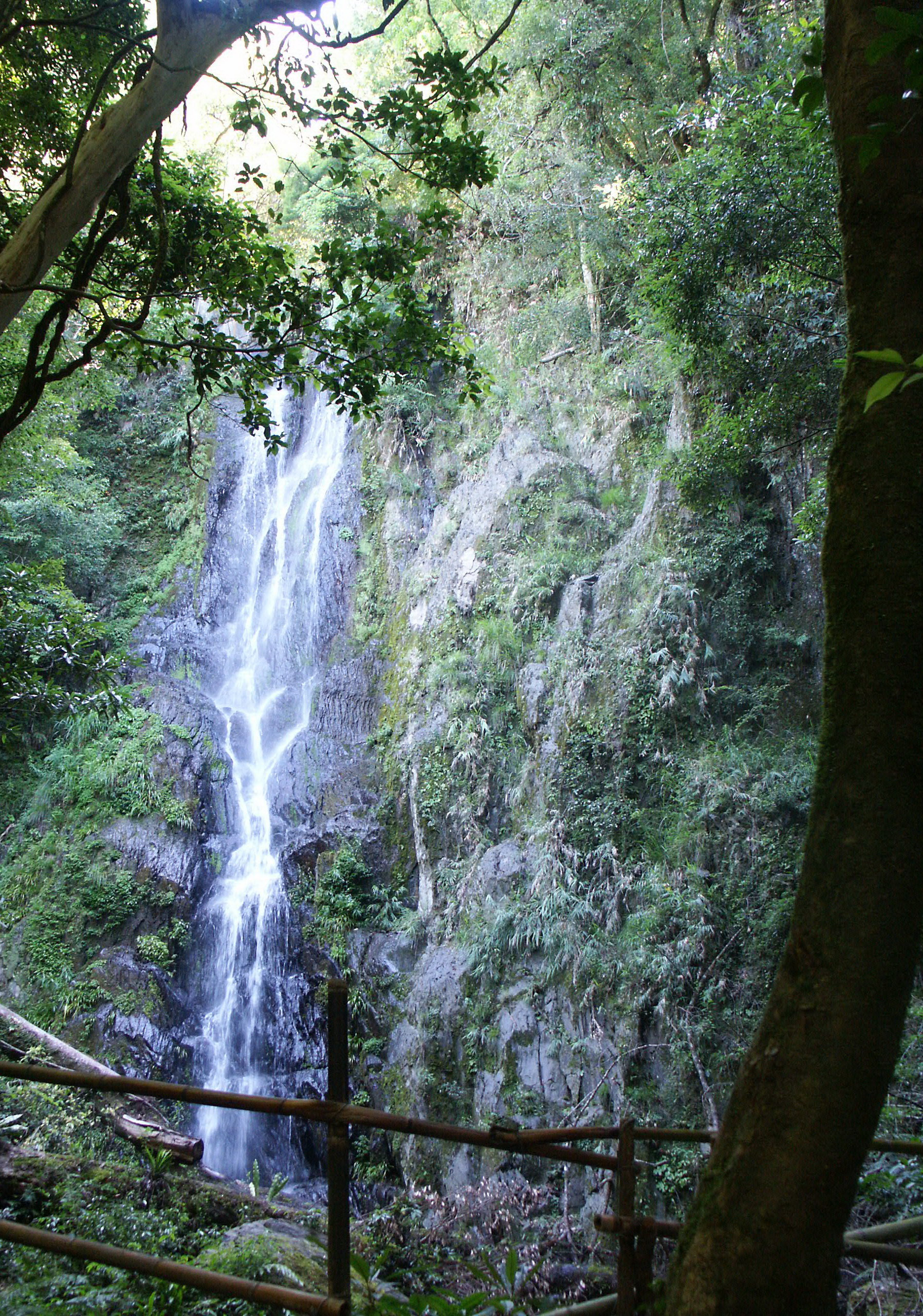
司立富瀑布

- 司馬庫斯神木群（Yaya Qparung）：據林務局資料，台灣第二名第三名的神木都位於司馬庫斯神木區。這兩棵司馬庫斯的神木都屬於紅檜。
- 司立富瀑布（Tgliq Slibo）
- 神秘谷瀑布（R'ra Minnanak Na Llyung）
- 生態公園（Koraw Blaq Na Hiyal）
- 天空之城（Mita Kayal）
- 夫妻樹（Qegiy）
- 巨木登山步道（Jumu Hiking Trail）

### 旅遊事故
2012年12月9日下午，新竹縣尖石鄉前往司馬庫斯的巴士墜谷，造成13死10傷，新竹地檢署檢察官黃建麒在10日下午前往現場勘驗。參司馬庫斯遊覽車翻覆事故。
2023年2月27日上午10時40分，玉峰派出所副所長謝福順及警員江崇明路經竹60線21.5K處時，發現有車輛翻落道路邊坡，於是進行搶救並花了近2小時將一家三口順利救出。

## 司馬庫斯道路交通管制
- 管制路段：司馬庫斯產業道路（竹60線39.5K起，即泰崗岔路口至司馬庫斯部落之間路段）
- 管制時段[5]
  1. 一般車輛（四輪以上）
    - 禁止上山時間：12:40－14:59（上山車輛不得在此期間越過泰崗岔路口進入司馬庫斯產業道路）
    - 禁止下山時間：14:00－16:20（下山車輛不得在此期間從司馬庫斯部落出發）
    - 其他時間皆可通行。

  2. 中型巴士
    - 可上山時間：15:00－15:20（上山中巴不得在其他時間越過泰崗岔路口進入司馬庫斯產業道路）
    - 可下山時間：13:40－14:00（下山中巴不得在其他時間從司馬庫斯部落出發）
    - 其他時間皆禁止上下山。
- 禁行原因：配合「新竹縣大客車禁行路段－尖石鄉司馬庫斯產業道路」辦理。
- 備註：
  1. 如有特殊情事需緊急處置（如就醫、消防、救災等），車輛得通報秀巒檢查哨後（Tel：03-5847561）特許通行。
  2. 2013年5月27日至6月15日為宣導期，2013年6月16日起若有未遵守者將一律執行開罰。
  3. 泰崗部落民眾因農忙需要進出之車輛，可自由進出尖石鄉司馬庫斯產業道路0K至4K，不受上述時段限制。

## 外部連結
- 司馬庫斯（页面存档备份，存于）